# 巴林 (杜納伊夫齊區)
48°52′59″N 26°40′24″E / 48.88306°N 26.67333°E
巴林（烏克蘭語：Балин），是烏克蘭西部的村莊，隸屬赫梅利尼茨基州的卡緬涅茨-波多利斯基區。該村面積4.36平方公里，海拔高度268米，2001年人口2,270，人口密度每平方公里521.1人。